# Audre middletoni
Audre middletoni är en fjärilsart som beskrevs av Sharpe 1890. Audre middletoni ingår i släktet Audre och familjen Riodinidae. Inga underarter finns listade i Catalogue of Life.